# Station Zeist
Het voormalige station Zeist was het eindpunt van de spoorlijn Bilthoven - Zeist. Het werd geopend op 29 augustus 1901. Ten zuiden van Zeist lag het station Zeist-Driebergen, dit lag echter op enige afstand van de dorpskern. In die tijd werden er veel lokaalspoorlijnen aangelegd en kregen veel plaatsen een station dicht bij het centrum. Dat wilde men in Zeist ook en er werd een spoorlijn aangelegd, aftakkend van de lijn Utrecht-Amersfoort, naar een eindpunt in het centrum van Zeist.
Het station werd in 1941 alweer gesloten, bij de tijdelijke opheffing van de lijn. Na de Tweede Wereldoorlog werd de lijn weer in gebruik genomen, maar alleen voor goederenvervoer, tot de definitieve opheffing in 1972.
Naast de NCS vertrok uit station Zeist ook de NBM-tram via De Bilt naar Utrecht Centraal. Deze lijn reed tot in 1949. Ook de smalspoortram van Amersfoort naar Arnhem kwam langs het station.
Van de omgeving is heden ten dage niets meer dat herinnert aan de oude tijd. Een appartementencomplex staat op de plek waar vroeger het station was. Wel zijn er nog de Stationslaan en Hotel Spoorzicht.
Het tracé van het spoor is nog een stukje te volgen als zandpad, ten noorden van de Dalweg.
0: Bilthoven ·
1: Schietbanen De Pan ·
3: Bosch en Duin ·
4: Huis ter Heide ·
7: Zeist
Abcoude · 
Amersfoort:
-Centraal · 
-Schothorst · 
-Vathorst · 
Baarn · 
Bilthoven · 
Breukelen · 
Bunnik · 
Den Dolder · 
Driebergen-Zeist · 
Hoevelaken · 
Hollandsche Rading ·
Houten · 
-Castellum · 
Leerdam · 
Maarn · 
Maarssen · 
Rhenen · 
Soest · 
-Zuid · Soestdijk · 
Utrecht:
-Centraal · 
-Leidsche Rijn · 
-Lunetten · 
-Maliebaan · 
-Overvecht · 
-Terwijde · 
-Vaartsche Rijn · 
-Zuilen · 
Veenendaal: 
-Centrum · 
-West · 
Vleuten · 
Woerden
Voormalige stations: zie de lijst van voormalige spoorwegstations in Utrecht